# Daredevil: Újjászületés
A Daredevil: Újjászületés (eredeti cím: Daredevil: Born Again) 2025-től vetített amerikai szuperhős sorozat, amelyet Dario Scardapane készített a Disney+ számára. A sorozat a Daredevil (2015-2018) folytatása és a Marvel-moziuniverzum (MCU) tizenhatodik televíziós sorozata. A főbb szerepekben Charlie Cox, mint a címszereplő Daredevil, Vincent D’Onofrio, Jon Bernthal, Margarita Levieva és Michael Gandolfini. látható.
A produkció az Egyesült Államokban 2025 március 4-én, Magyarországon 2025. március 5-én debütált a Disney+-on. A sorozat az MCU ötödik fázisának a része. A második évad forgatás alatt áll, mely 2026 márciusában jelenik meg 8 epizóddal, és a hatodik fázis része lesz.

## Ismertető
Matt Murdock és Wilson Fisk megpróbálják félretenni rivalizálásukat és sötét alteregóikat, hogy segítsenek New York lakóin, csakhogy a múltjuk "utoléri őket".

## Szereplők

### Főszereplők
| Szerep                      | Színész            | Magyar hang             | Leírás | Évadok |
| --------------------------- | ------------------ | ----------------------- | --- | ------ |
| Matt Murdock / Daredevil    | Charlie Cox        | Fehér Tibor             | Vak ügyvéd a New York-i Hell’s Kitchenből. Éjjelente álarcos igazságosztóként, Daredevil-ként éli másik életét. | 1–     |
| Wilson Fisk / Vezér         | Vincent D’Onofrio  | Rába Roland             | Befolyásos üzletember és korábbi bűnöző, aki a New York-i polgármesteri választáson indul. | 1–     |
| Heather Glenn               | Margarita Levieva  | Réti Adrienn            | Terapeuta és Murdock szerelme. | 1–     |
| Karen Page                  | Deborah Ann Woll   | Mentes Júlia            | Korábbi riporter, Murdock korábbi szerelme, és a Murdock, Nelson & Page ügyvédi iroda egyik müködtetője. | 1–     |
| Franklin "Foggy" Nelson     | Elden Henson       | Szvetlov Balázs         | Murdock legjobb barátja és partnere is egyben. | 1–     |
| Benjamin "Dex" Poindexter   | Wilson Bethel      | Szatory Dávid           | Pszichopata egykori FBI ügynök, aki szinte bármilyen tárgyat képes halálos lövedékként használni. Fisk korábban felbérelte, hogy Daredevil-ként álcázva magát sározza be az igazságosztót. Végül Fisk ellen fordult, aki eltörte a gerincét. | 1–     |
| Sheila Rivera               | Zabryna Guevara    | Nagyváradi Erzsébet     | Fisk polgármesteri kampányának igazgatója. | 1–     |
| Kirsten McDuffie            | Nikki M. James     | Katona Kinga            | Egykori New York-i helyettes kerületi ügyész, Murdock új jogi partnere a Murdock és McDuffie ügyvédi irodában. | 1–     |
| BB Urich                    | Genneya Walton     | Gál Réka Ágota          | Fiatal újságíró, Ben Urich unokatestvére. | 1–     |
| Buck Cashman                | Arty Froushan      | Rohonyi Barnabás        | Fisk jobbkeze és problémamegoldó embere. | 1–     |
| Cherry                      | Clark Johnson      | Sztarenki Pál           | Nyugdíjas rendőrtiszt, aki Murdockkal dolgozik. | 1–     |
| Daniel Blake                | Michael Gandolfini | Ágoston Péter           | Fisk pártfogoltja és polgármesteri kampányának egyik kulcsfigurája. | 1–     |
| Hector Ayala / Fehér Tigris | Kamar de los Reyes | Menszátor Héresz Attila | Igazságosztó, akinek különleges képességei egy misztikus amulettből származnak, és Fenegyerek eltűnése után kezdett tevékenykedni. | 1.     |
| Vanessa Marianna-Fisk       | Ayelet Zurer       | Szávai Viktória         | Wilson felesége, aki átvette a bűnbirodalmát, miután elváltak egymástól, ami feszültséget szült köztük. | 1–     |
| Frank Castle / Megtorló     | Jon Bernthal       | Pál András              | Önbíráskodó, aki a bűnözői alvilággal szemben minden szükséges eszközzel felveszi a harcot, függetlenül attól, hogy az milyen halálos következményekkel jár.                                                                                 | 1–     |
| Yusuf Khan                  | Mohan Kapur        | Schnell Ádám            | A New York Mutual bank asszisztens menedzsere, Jersey Cityből származik, és a szuperhős Kamala Khan édesapja. | 1.     |
| Jack Duquesne / Bajvívó     | Tony Dalton        | Szabó Sipos Barnabás    | Gazdag társasági személy, aki kardforgató éber igazságosztó. | 1.     |
| Jessica Jones               | Krysten Ritter     | Trokán Nóra             | Egykori szuperhős, aki emberfeletti erővel és korlátozott repülési képességgel rendelkezik, poszttraumás stressz szindrómában szenved, és saját nyomozóirodát vezet. Később Murdock ellenállási szövetségesévé válik.                        | 2.     |

### Mellékszereplők
| Szerep                    | Színész              | Magyar hang        | Leírás |
| ------------------------- | -------------------- | ------------------ | --- |
| Powell                    | Hamish Allan-Headley | Simon Zoltán       | Korrupt NYPD-tiszt és Fisk Anti-Vigilante Munkacsoportjának tagja.                                                                       |
| Luca                      | Patrick Murney       | Bergendi Áron      | Bűnözők |
| Devlin                    | Cillian O’Sullivan   | Pásztor Tibor      | Bűnözők |
| Viktor                    | Gino Anthony Pesi    | Tokaji Csaba       | Bűnözők és az öt család vezetői. |
| Carlo                     | Victor Verhaegche    | Horányi László     | Bűnözők és az öt család vezetői. |
| Angie Kim                 | Ruibo Qian           | Mikita Dorka Júlia | Az NYPD nyomozója. |
| Josie                     | Susan Varon          | Horváth Zsuzsa     | A Josie's Bar tulajdonosa. |
| Bastian / Múzsa           | Hunter Doohan        | Nyomárkay Zsigmond | Sorozatgyilkos, aki az áldozatai vérével fest lemoshatatlan, provokatív falfestményeket szerte a városban. Heather könyveinek rajongója. |
| Gallo                     | Michael Gaston       | Tarján Péter       | Az NYPD rendőrfőnöke |
| Benjamin Hochberg         | John Benjamin Hickey | Fillár István      | New York-i kerületi ügyész. |
| Fitzgerald "Jerry" Cooper | Andrew Polk          | Papucsek Vilmos    | New York-i bíró. |
| Nicky Torres              | Nick Jordan          | Bíró Kristóf       | Férfi, akit korrupt NYPD rendőrök támadtak meg.                                                                                          |
| Forrest Tam               | Johnny M. Wu         | Bor László         | Murdock és Cherry egyik munkatársa. |
| Soledad Ayala             | Ashley Marie Ortiz   | Csuja Fanni        | Hector felsége. |
| Adam                      | Lou Taylor Pucci     | Fehérváry Márton   | Művész, aki viszonyt folytatott Vanessával, majd Fisk fogságába került.                                                                  |
| Angela del Toro           | Camila Rodriguez     | Hegedűs Johanna    | Ayala unokahúga. |
| Selene                    | Annie Hägg           | Kiss Nikolett      | A New York Mutual bankrablóinak bűntársa.                                                                                                |
| Johnny Santini            | Jimmy Palumbo        | Hannus Zoltán      | A New York-i Köztisztasági Hivatal dolgozója.                                                                                            |
| Cole North                | Jeremy Earl          | Sárközi József     | A New York-i rendőrség tisztje és a polgárőrök elleni munkacsoport tagja.                                                                |
| Arthur Sledge             | Daniel Gerroll       | Imre István        | Társasági személy és Artemis férje. |
| Artemis Sledge            | Katherine LaNasa     | Pallai Mara        | Társasági személy és Arthur felesége. |
| Thomas Madison            | Andrew Call          | Lovas Dániel       | Murdock & McDuffie tehetős ügyfele, akit csalással vádolnak.                                                                             |

### Magyar változat
- Magyar szöveg: Gáspár Bence
- Szakértő: Aradi Gergely
- Felvevő hangmernök: Jacsó Bence
- Vágó: Kajdácsi Brigitta
- Gyártásvezető: Kincses Tamás
- Szinkronrendező: Tabák Kata
- Produkciós vezető: Hagen Péter
- Művészeti vezető: Dominika Kotarba
- Keverőstúdió: Shepperton International

A szinkront a Mafilm Audio Kft. készítette.

## Epizódok
| Sor. | Év. | Cím                                     | Rendező                         | Író                                 | Premier                             |
| --- | --- | --------------------------------------- | ------------------------------- | ----------------------------------- | ----------------------------------- |
| 1. | 1.  | Fél óra a mennyben (Heaven's Half Hour) | Aaron Moorhead és Justin Benson | Dario Scardapane                    | 2025. március 4. 2025. március 5.   |
| Miközben Matt Murdock, Franklin „Foggy” Nelson és Karen Page ünneplik társuk, Cherry visszavonulását, Benjamin „Dex” Poindexter rajtuk üt. A támadás során Foggy életét veszti, ami annyira feldühíti Murdockot, hogy ledobja Dexet egy tetőről. Ekkor Cherry rájön, hogy Murdock valójában a maszkos igazságosztó, Fenegyerek. Egy évvel később Murdock visszavonult Fenegyerekként és a volt kerületi ügyésszel, Kirsten McDuffie-val dolgozik együtt. Karen San Franciscóba költözött, míg Dexet életfogytiglani börtönbüntetésre ítélték bűncselekményei miatt. Kirsten egy randit szervez Murdocknak a terapeuta Heather Glenn-nel, és a két fél gyorsan egymásra talál. Időközben Wilson Fisk, miután elegendő aláírást gyűjtött és felesége, Vanessa támogatását is bírja, bejelenti indulását New York polgármesteri címéért egy anti-vigilantizmust hirdető kampánnyal. Egy találkozón Murdockkal Fisk biztosítja őt arról, hogy nem volt köze Foggy meggyilkolásához, és betartotta az ígéretét, hogy nem bántja Murdock barátait. Amikor Murdock figyelmezteti, hogy megtorolja, ha átlépi a határt, Fisk azzal vág vissza, hogy következményekkel kell számolnia, ha újra Fenegyerekként tevékenykedik. Murdock második randiján Heatherrel megtudja, hogy Fisk megnyerte a választást. A győzelmét ünnepelve Fisk elárulja Vanessának, hogy tudomást szerzett a nő hűtlenségéről.                              |     |                                         |                                 |                                     |                                     |
| 2. | 2.  | Imidzs (Optics)                         | Michael Cuesta                  | Matt Corman és Chris Ord            | 2025. március 4. 2025. március 5.   |
| Murdock úgy dönt, hogy vállalja Hector Ayala védelmét, akit egy beépített rendőr, Shanahan megtámadásával és meggyilkolásával vádolnak. A valóságban Hector megküzdött Shanahannel és társával, Powellel, hogy megakadályozza őket abban, hogy összeverjenek egy Nicky Torres nevű férfit, nem tudva, hogy a két rendőr korrupt. A dulakodás során Shanahan megbotlott és egy mozgó metrókocsi elé zuhant. Cherry segítségével Murdock rájön, hogy Hector valójában a Fehér Tigris nevű igazságosztó, aki Fenegyerek eltűnése után saját kezébe vette az igazságszolgáltatást. Közben Fisk, aki polgármesterként próbálja javítani a megítélését, megtudja Ben Urich unokahúgától, a fiatal újságírótól, BB-től, hogy a New York-i rendőrfőnök, Gallo – aki tisztában van Fisk bűnözői múltjával – a lemondását fontolgatja, tiltakozásul Fisk hivatalba lépése ellen. Fisk megfenyegeti Gallót, hogy nyilvánosságra hozza a hűtlenségét, ezzel kényszerítve őt, hogy maradjon a posztján. A sajtó nyomásának kezelésére Fisk és Vanessa házaspárterápiára kezdenek járni, ahol Heather lesz a terapeutájuk. Eközben Murdock felkutatja Torrest és segít neki elmenekülni más korrupt rendőrök elől. |     |                                         |                                 |                                     |                                     |
| 3. | 3.  | Az Úr tenyere (The Hollow of His Hand)  | Michael Cuesta                  | Jill Blankenship                    | 2025. március 11. 2025. március 12. |
| Fisk régi üzleti partnerei kihasználják a távollétét, hogy háborút indítsanak a területeiért. Vanessa megbízza Fisk jobbkezét, Buck Cashmant, hogy csillapítsa a bandák közötti feszültséget, míg Fisk inkább hagyná, hogy egymást öljék meg. Eközben Cherry sikeresen eléri, hogy Torres tanúskodjon Ayala tárgyalásán, ám a rendőrség megfélemlíti, ezért hamisan vallja, hogy soha nem érte támadás. Mivel más lehetőségük nem marad, Murdock nyilvánosan felfedi, hogy Ayala a Fehér Tigris. Az új tanúvallomások és a rendőrségi feljegyzések alapján, amelyek igazolják Ayala hőstetteit, Murdock és Kirsten meggyőzik az esküdtszéket, amely végül felmenti Ayalát minden vád alól. Fisk elítéli az ítéletet, és megerősíti, hogy továbbra is fellép a önbíráskodók ellen. Később, amikor Ayala őrjáratozik, egy férfi, aki a Megtorló koponyás emblémáját viseli, meggyilkolja őt. |     |                                         |                                 |                                     |                                     |
| 4. | 4.  | Sic Semper Systema (Sic Semper Systema) | Jeffrey Nachmanoff              | David Feige és Jesse Wigutow        | 2025. március 18. 2025. március 19. |
| Murdockkal szembekerül Ayala unokahúga, Angela del Toro, aki meg van győződve arról, hogy a rendőrség felelős nagybátyja haláláért. Murdock megpróbálja megnyugtatni, és reményt ad neki, hogy az igazi gyilkost igazságszolgáltatás elé állítják. A házassági tanácsadáson Fisk és Vanessa Adamhez fűződő viszonyáról beszélgetnek, miközben Glenn négyszemközt megkérdezi Vanessát, hogy biztonságban érzi-e magát Fisk mellett. Eközben Fisk városkikötő-fejlesztési terve több akadályba ütközik: bürokratikus nehézségek, a bandák közötti belharcok, valamint tanítványa, Daniel Blake, aki részegen kiszivárogtatja a terveket BB-nek, aki egy cikkben leleplezi Fisk szakszervezetellenes tevékenységét. Bár Fisk feldühödik, végül nem rúgja ki Blake-et, amikor az kifejezi iránta való mély lojalitását. Murdock felkeresi Ayala gyilkosságának helyszínét, ahol talál egy töltényhüvelyt, amelyen a Megtorló szimbóluma látható. Felkutatja Frank Castle-t, és arra próbálja rávenni, hogy vállaljon felelősséget azokért, akik az ő jelképe alatt követnek el erőszakos tetteket. Castle viszont számon kéri Murdockot, amiért nem ölte meg Dexet, hogy bosszút álljon Nelson haláláért. Aznap este Murdock gyakorolja a harcot Fenegyerek botjaival, Fisk egy vacsora mellett egy cellába zárt Adam társaságában elmélkedik, miközben a maszkos sorozatgyilkos, Múzsa, éppen egy áldozatából csapolja a vért. |     |                                         |                                 |                                     |                                     |
| 5. | 5.  | Kamatostul (With Interest)              | Jeffrey Nachmanoff              | Grainne Godfree                     | 2025. március 25 2025. március 26.  |
| Szent Patrik napján Murdock a New York Mutual bankba megy, hogy hitelt igényeljen ügyvédi irodájának. Kérelmét Yusuf Khan, az asszisztens bankigazgató elutasítja, mivel az iroda gyakran olyan ügyfeleket képvisel, akik nem tudnak fizetni. Miután Murdock távozik, egy Devlin vezette bűnözőcsoport betör a bankba, és túszul ejti az ott lévőket. Ők Luca emberei, és 1,8 millió dollárt próbálnak megszerezni, amelyet Viktor számára kell kifizetniük. Murdock meghallja a rablókat, és visszatér a bankba. A rendőrség is kiérkezik, és Devlin tárgyalni kezd a túsztárgyaló, Angie Kim nyomozóval. Eközben Murdock hatástalanít két rablót, míg Khan időt húz a banki széf előtt. Murdock kinyitja a széfet, ahol egy ritka gyémántot találnak, amelyre a rablók valójában vadásznak. Murdock úgy tesz, mintha átadná a gyémántot Devlinnek, miközben a rendőrség behatol a bankba. Devlin egy túszok között megbújó bűntársának adja át a csomagot, ám később kiderül, hogy a gyémánt nincs benne. Devlin rendőrségi egyenruhába bújva próbál elmenekülni, de Murdock elfogja és megsebesíti. Később Murdock titokban visszajuttatja a gyémántot, majd elfogadja Khan családjának vacsorameghívását. |     |                                         |                                 |                                     |                                     |
| 6. | 6.  | Rendőri erőszak (Excessive Force)       | David Boyd                      | Thomas Wong                         | 2025. március 25. 2025. március 26. |
| A sikertelen rablás után Luca felkeresi Fisket, és megtagadja, hogy kifizesse az 1,8 millió dollárt Viktornak. Fisk erre felemeli az összeget 2,8 millióra, és egy hetet ad Lucának a törlesztésre. Közben megtudja a város köztisztasági hivatalától, hogy Múzsa emberi vért használ az utcai művészetéhez. Később Múzsa két áldozat holttestét helyezi el egy új falfestmény mellett, nyíltan jelezve tetteit. Fisk egy jótékonysági rendezvényen értesül erről, amelyen a város elitje is részt vesz, köztük a társasági figura, Jack Duquesne, aki ellenzi Fisk kikötőfelújítási terveit. Múzsa megfékezése érdekében Fisk létrehozza az Igazságosztó-ellenes akciócsoport nevű egységet, amely különleges jogkörökkel rendelkezik, és olyan hírhedt rendőröket toboroz, mint Powell és az egykori nyomozó, Cole North. Angela úgy hiszi, hogy Ayala Múzsa ügyében nyomozott a halála előtt, és megkéri Murdockot, hogy folytassa a munkáját. Murdock visszautasítja, ezért Angela maga vág bele a nyomozásba – de Múzsa elrabolja. Amikor Murdock értesül a nő eltűnéséről, végül úgy dönt, hogy ismét Fenegyerekként lép akcióba. Rátalál Múzsa rejtekhelyére, és kiszabadítja Angelát, de Múzsának sikerül elmenekülnie. Mindeközben Fisk egy baltát ad Adamnak, és kihívja egy harcra, amelyben brutálisan megveri, majd visszavonszolja a cellájába.                                                               |     |                                         |                                 |                                     |                                     |
| 7. | 7.  | Art for Art's Sake                      | David Boyd                      | Jill Blankenship                    | 2025. április 1. 2025. április 2.   |
| A lábadozó Angela elmondja a rendőrségnek, hogy Fenegyerek mentette meg, és elvezeti őket Múzsa rejtekhelyére. Kim beszámol Fisknek – aki dühös Fenegyerek visszatérése miatt –, hogy a fő gyanúsított Múzsa ügyében egy zaklatott fiatalember, név szerint Bastian Cooper. Luca megkéri Vanessát, hogy Fisk háta mögött térjen vissza a bűnözés világába. Egy terápiás ülésen Bastian megköszöni Glenn-nek, hogy segített neki elfogadni igazi énjét. Glenn ekkor rájön, hogy ő Múzsa, mire Bastian leüti őt. Murdock és az AVTF külön-külön megtalálják Glenn festményeit Múzsa rejtekhelyén, és útnak indulnak megmenteni őt. Fenegyerekként Murdock ér oda elsőként Glenn irodájába, és kimenti őt. Mielőtt az AVTF belépne, Glenn halálosan lelövi Múzsát, majd elájul. Murdock stabilizálja őt az AVTF érkezéséig. Fisk az AVTF-nek tulajdonítja Múzsa elfogását, és nyilvánosan hősökként ünnepli őket. Blake megfenyegeti BB-t, hogy törölje ki blogjából a szemtanúk Fenegyerekre tett utalásait. A lábadozó Glenn elmondja Murdocknak, hogy hallotta Fenegyereket kimondani a nevét. Vanessa látszólag utasítja Lucát, hogy ölje meg Fisket, de ez csapda, és Cashman végez Lucával. |     |                                         |                                 |                                     |                                     |
| 8. | 8.  | Isle of Joy                             | Aaron Moorhead és Justin Benson | Jesse Wigutow és Dario Scardapane   | 2025. április 8. 2025. április 9.   |
| Dexet Fisk parancsára áthelyezik a magányos zárkából a közönséges populációba. Fisk elmondja Vanessának, hogy ő tartotta fogva Adamet, és nézi, ahogy ő megöli a férfit; Blake-et előlépteti a kommunikációs alpolgármesteri posztra; és meghívja Glenn-t a jótékonysági rendezvényre. Murdock rájön, hogy Fisk Glenn páciense, ami tovább rontja a kapcsolatukat, mivel ellentétben állnak az ő igazságosztó-ellenes nézeteivel. Josie bárjában Murdock megtudja, hogy Nelson a halála előtt a várható bírósági győzelmét ünnepelte. Úgy gondolja, hogy Fisk Dexet bérelte fel, hogy elhallgattassa Nelson-t, ezért kihallgatja és megsebesíti Dexet. Dex később megöli orvosát és egy őrt, majd megszökik a börtönből. A bálon Fisk zsarolja Duquesne-t és más társadalmi rangú személyeket, hogy támogassák a kikötői projektjét. BB, aki tud Fisk szerepéről Ben Urich, az ő nagybátyja meggyilkolásában, Gallo segítségét kéri Fisk és az AVTF legyőzésében. Murdock rájön, hogy Vanessa bérelte fel Dexet Nelson megölésére, és szembesíti őt. Miközben Fisk elkezdi elmondani Glenn-nek, hogy Murdock a Fenegyerek, Dex megérkezik és rálő Fiskre. Murdock elé ugrik, hogy megvédje őt, és súlyosan megsebesül. |     |                                         |                                 |                                     |                                     |
| 9. | 9.  | Straight to Hell                        | Aaron Moorhead és Justin Benson | Heather Bellson és Dario Scardapane | 2025. április 15. 2025. április 16. |
| Egy évvel korábban Vanessa arra kéri Dexet, hogy ölje meg Nelsont – aki épp egy olyan ügyön dolgozik, amely leleplezhetné Vanessa Red Hook-i tevékenységét – cserébe a régi életéért. A jelenben Dex megszökik a bálról, Murdock pedig kórházba kerül. Fisk lekapcsolja New York áramellátását, és utasítja Cashmant, hogy ölje meg Murdockot, aki azonban megszökik, és visszatér lakására, ahol Frank Castle várja. Ketten együtt harcolnak az AVTF embereivel, köztük Northtal, aki kiderül, hogy Ayala gyilkosa. A páros újra találkozik Page-dzsel, aki miután megtudta Dex szökését, megkéri Castle-t, hogy védje meg Murdockot. Murdock és Page felkutatják Nelson ügyét, és rájönnek, hogy a Fisk család Red Hookban akar városállamot létrehozni. Castle megütközik az AVTF-fel Red Hookban, de vereséget szenved. Fisk kampányigazgatója, Sheila Rivera, leleplezi Gallo kísérletét Fisk aláásására, mire Fisk brutálisan megöli Gallót. Fisk felajánlja Glennnek a Mentális Egészségügyi Biztos pozícióját, amit ő el is fogad. Fisk kihirdeti a statáriumot, betiltja az éberséget, és bebörtönöz minden önbíráskodót – köztük Duquesne-t, Castle-t és más ellenállókat – Red Hookban. Murdock maga mellé állítja Cherry-t, Kimet és más becsületes rendőröket, hogy megmentsék a várost. A stáblista közepén Castle túljár egy börtönőr eszén, és megkezdi szökését.                                           |     |                                         |                                 |                                     |                                     |

## A sorozat készítése
A Daredevil című televíziós sorozat, amely a Marvel Comics Fenegyerek karakterén alapul, és a Marvel Television és az ABC Studios gyártásában készült, 2015 áprilisában debütált a Netflixen. A sorozat három évadon át futott, mígnem 2018 novemberében törölték. A Netflix kijelentette, hogy a három évad továbbra is elérhető marad a platformjukon, és hogy a karakter „tovább él” a Marvel jövőbeli projektjeiben. A Deadline Hollywood megjegyezte, hogy más, szintén törölt Marvel-sorozatokkal ellentétben a Daredevil esetében nyitva maradt a lehetőség, hogy máshol folytatódjon, akár a Disney saját streaming-szolgáltatásán, a Disney+-on. Azonban a The Hollywood Reporter szerint ez nem valószínű, főként azért, mert a Variety alapján az eredeti megállapodás a Marvel és a Netflix között kimondta, hogy a karakterek nem jelenhetnek meg semmilyen nem-Netflixes sorozatban vagy filmben legalább két évig a kasza után. Kevin A. Mayer, a Walt Disney Direct-to-Consumer and International elnöke elmondta, hogy van esély a sorozat Disney+-os feltámasztására, de erről akkor még nem tárgyaltak. A Hulu eredeti tartalmakért felelős alelnöke, Craig Erwich, szintén kijelentette, hogy a streaming szolgáltatásuk nyitott lenne a sorozat újjáélesztésére.
Charlie Cox, a Fenegyerek főszereplője elszomorodott a sorozat törlése miatt, mivel izgatottan várta a negyedik évadra vonatkozó terveket, amelyekről ő és a stáb többi tagja is azt hitte, hogy megvalósulnak. Ennek ellenére reménykedett benne, hogy valamilyen formában ismét eljátszhatja a szerepét. Amy Rutberg, aki Marci Stahlt alakította a sorozatban, elmondta, hogy a szereplők és a készítők öt évadosra tervezték a sorozatot. Az eredeti elképzelés szerint a negyedik évadban egy új főgonosz debütált volna, mielőtt az ötödik évadban lezajlott volna a végső összecsapás Fenegyerek és Vincent D’Onofrio Wilson Fisk / Vezér karaktere között. Amikor a Marvel Studios elkezdett tárgyalásokat a Daredevil franchise Marvel-moziuniverzumba való integrálásáról, Kevin Feige, a stúdió elnöke ragaszkodott hozzá, hogy Cox és D’Onofrio is visszatérjenek, mivel úgy érezte, hogy ők elválaszthatatlanul összekapcsolódtak karaktereikkel. Feige 2020 júniusában kereste meg Coxot, hogy visszatérjen Murdock szerepében az MCU-ban. 2021 decemberében hivatalosan is bejelentette, hogy Cox a jövőbeli Marvel Studios-projektekben is szerepelni fog. Cox először a Pókember: Nincs hazaút című filmben tért vissza Murdockként, míg D’Onofrio először a Disney+ Sólyomszem sorozatában játszotta el újra Fisket. A Daredevil sorozat 2022 márciusában került át a Netflixről a Disney+-ra, miután a Netflix licensze lejárt és a Disney visszaszerezte a jogokat.

## Megjelenés
A sorozat első évada 2025 márciusában debütált a Disney+-on, 9 epizóddal. A sorozat eredetileg 2024 elején jött volna ki, de a Marvel Studios törölte a megjelenési naptárból 2023 szeptemberében a forgatás kissé zürös befejezése, valamint a 2023-as hollywoodi színész- és írósztrájk miatt.

### Marketing
2024 májusában a Disney előzetes prezentációján bemutatták az első előzetest, illetve a megjelenési dátum is napvilágot látott.